# Rosamaría Álvarez Gil
Rosamaría Álvarez Gil (Lima, 1970) es una cineasta, comunicadora social y productora peruana. Su trabajo abarca tanto la ficción como el documental con un enfoque en temáticas sociales, culturales y de género. Fue parte del colectivo Grupo Chaski y ha contribuido significativamente al desarrollo del cine independiente en el Perú desde los años 80.

## Trayectoria
Egresada de la Universidad de Lima, inició su carrera en el Grupo Chaski, participando como secretaria de rodaje en el largometraje Gregorio (1985) y liderando la distribución alternativa de la película por todo el país que reunió a un millón de espectadores entre cines comerciales de 35mm y salas alternativas de 16mm. Desde Chaski, promovió la exhibición de cine peruano y latinoamericano en coordinación con comunidades, instituciones educativas y centros culturales.
Durante los años 90 trabajó en largometrajes de ficción producidos por Lucho Llosa para Roger Corman, acumulando experiencia técnica y de producción. Además, también se desempeñó como productora de algunos documentales dirigidos por Nora de Izcue como El viento en todas partes y Armonía silenciosa. A inicios de la década de los 90, dirigió dos cortometrajes fundamentales: Luna de almendra, documental centrado en la vida de las vedettes limeñas que obtuvo premios a Mejor documental, Mejor producción, Mejor investigación y Mejor edición en el IV Festival Nacional de Cortometrajes (1991) y Furias, ficción premiada en concursos de CONACINE en 1994 y seleccionada en festivales internacionales.
Fue productora asociada del documental Lima ¡Wás! (2006), difundido en televisión nacional e internacional. Ha producido largometrajes como Muerto de amor (2002), de Edgardo Guerra, y Coliseo (2012), de Alejandro Rossi. Es socia fundadora de la productora independiente CINERUNA, desde donde continúa desarrollando proyectos cinematográficos.

## Reconocimientos
Fue premiada en el Festival Nacional de Cortometrajes (1991) y en concursos organizados por CONACINE. Participó en el Sistema de Incubación de Empresas del CIDE-PUCP con el proyecto Cineruna (2011–2013) y formó parte de la delegación peruana en el Mercado de Industrias Culturales del Sur (MICSUR) en Mar del Plata (2014). Fue asesora del Festival Inkafest y colaboradora del Festival de Derechos Humanos Pukañahui (Bolivia).

## Filmografía
- Perú, sin leche ni gloria (1986, codirigido con Alejandro Legaspi)[5]
- Luna de almendra (1992)
- Furias (1992)[5]
- Lima ¡Wás! (2006, productora asociada)
- Muerto de amor (2002, productora ejecutiva)
- Coliseo (2012, productora ejecutiva)[1][6]